# تشاك هال
تشاك هال (بالإنجليزية: Chuck Hull)‏ هو مخترِع ومهندس وشخصية أعمال أمريكي، ولد في 12 مايو 1939 في كليفتون (نيوجيرسي) في الولايات المتحدة.